# Seleção das Antilhas Neerlandesas de Voleibol Feminino
A seleção das antilhas neerlandesas de voleibol feminino é uma equipe caribenha composta pelos melhores jogadores de voleibol das Antilhas Neerlandesas. A equipe é mantida pela Federação de Voleibol das Antilhas Neerlandesas . Encontra-se na 86ª posição do ranking mundial da Federação Internacional de Voleibol segundo dados de 6 de setembro de 2021.
Nunca participou de uma edição de Jogos Olímpicos ou Campeonato Mundial. No âmbito continental, estreou no Campeonato da NORCECA em 1971, sendo seu melhor resultado terceiro lugar (1971).